# Metakognitive Therapie
Die Metakognitive Therapie ist eine Weiterentwicklung der kognitiven Therapie. Nach der ersten Welle, dem Behaviorismus, und der zweiten Welle, der Kognitiven Wende, wird die Metakognitive Therapie neben anderen Therapieformen zur dritten Welle gerechnet, nach der das Konzept der Achtsamkeit ein stärkeres Gewicht in der Therapie bekommt. Sie wurde von Adrian Wells entwickelt (für eine Abgrenzung von Metakognitiver Therapie zu Metakognitivem Training und kognitiver Verhaltenstherapie siehe ).

## Abgrenzung von der Kognitiven Therapie
Während in der kognitiven Therapie, die von Aaron T. Beck entwickelt wurde, angenommen wird, dass dysfunktionale Schemata als Ursache für psychische Störungen verantwortlich sind, geht man in der Metakognitiven Therapie davon aus, dass Überzeugungen, wie man denken soll, die Störung aufrechterhalten. Demnach wäre beispielsweise nicht, wie in der Theorie von Beck angenommen wird, der Gedanke: „Ich bin wertlos“, für die Entstehung einer Depression verantwortlich, sondern dass man dem Gedanken Bedeutung beimisst und die positive metakognitive Überzeugung, dass man dem mit Grübeln oder Sich-Sorgen begegnen müsste, um etwas zu ändern. In der Kognitiven Therapie würde man versuchen, den Inhalt des Gedankens in Frage zu stellen, beispielsweise durch Sammeln von Situationen, in denen man etwas geleistet hat, oder durch einen sokratischen Dialog darüber, durch was der Wert eines Menschen überhaupt bestimmt wird. In der metakognitiven Therapie würde man jedoch annehmen, dass dem Gedanken durch diese Techniken bereits unrealistisch viel Bedeutung gegeben wird und viel Zeit mit Nachdenken über den Gedanken verbracht wird. Der Gedanke wäre dann eher Auslöser von Grübeln und Sich-Sorgen. Stattdessen wird in der Metakognitiven Therapie versucht, den Gedanken so zu behandeln wie andere Gedanken im Alltag, denen man keine längere Aufmerksamkeit schenkt.

## Techniken

### Aufschieben von Sich-Sorgen und Grübeln
Die Betroffenen bekommen hier die Aufgabe, das Sich-Sorgen und Grübeln aufzuschieben, indem sie bewusst die aktuellen Gedankenprozesse auslaufen lassen mit Verweis auf eine spätere, feste Uhrzeit. In dieser dürfen sie dann 15 Minuten darüber nachdenken, sind aber nicht dazu verpflichtet. Im Unterschied zur sonst in der kognitiven Verhaltenstherapie angewendeten „Grübelzeit“ wird der Betroffene also nicht aufgefordert, in dieser vereinbarten Zeit zwingend Problemlösestrategien anzuwenden. Es bleibt ihm freigestellt, ob er die 15 Minuten dann tatsächlich nutzt. Sollte er sich aber dafür entscheiden, soll er die Begründung für das Grübeln und auch die Ergebnisse beleuchten. Der Sinn dieser Technik ist, einerseits die Zeit für dysfunktionale Denkprozesse zu reduzieren und zu zeigen, dass die Denkprozesse kontrollierbar sind, also die negative metakognitive Überzeugung der Unkontrollierbarkeit zu hinterfragen. Wichtig ist auch zu verdeutlichen, dass nicht die unerwünschten Gedanken unterdrückt werden sollten, weil dies zu einem verstärkten Auftreten der unerwünschten Gedanken führen würde (Reboundeffekt). Stattdessen soll lediglich die anschließende verstärkte Beschäftigung mit den unerwünschten Gedanken aufgeschoben werden.

### Attention Training Technique (ATT)
Das Ziel der Attention Training Technique ist, die Aufmerksamkeit weg von dysfunktionalen Denkprozessen nach außen zu richten. Die Metakognitive Theorie unterscheidet sich darin von anderen Achtsamkeitstechniken, bei denen es auch darum geht, die Aufmerksamkeit auf innere Prozesse zu richten wie bei MBSR oder ACT.
Dabei handelt es sich um drei Übungen, die insgesamt 15 Minuten dauern und die als Hausaufgabe wiederholt werden sollen:
- Selektive Aufmerksamkeit: Der Betroffene soll ausschließlich auf mindestens 3 Geräusche festgelegt im Raum gleichzeitig achten (fünf Minuten).
- Aufmerksamkeitswechsel: Der Betroffene soll die Aufmerksamkeit auf drei andere Geräusche innerhalb oder außerhalb des Raumes richten. Anschließend soll er seine Aufmerksamkeit nur auf eines der insgesamt 6 bis 8 Geräusche richten und sie immer wieder rasch auf ein anderes verlagern (fünf bis sechs Minuten).
- Geteilte Aufmerksamkeit: Am Ende soll die Aufmerksamkeit auf alle Geräusche gleichzeitig gerichtet werden. Diese Aufgabe soll recht schwer gestaltet sein (zwei bis drei Minuten).

### Detached Mindfulness
Hier wird durch Verhaltensexperimente die Möglichkeit gezeigt, wie man Gedanken loslassen kann, ohne ihnen weitere Aufmerksamkeit zu schenken, indem verschiedene Wörter genannt werden, die für den Betroffenen wenig Bedeutung haben. Eine weitere Übung besteht darin, sich einen Tiger vorzustellen, ohne das Bild aktiv zu verändern, so dass Veränderungen am Bild nur passiv beobachtet werden.